# Dicranella borbonica
Dicranella borbonica är en bladmossart som beskrevs av Bescherelle 1880. Dicranella borbonica ingår i släktet jordmossor, och familjen Dicranaceae. Inga underarter finns listade i Catalogue of Life.